# أنطوني فيرنانديز
أنطوني فيرنانديز (بالإنجليزية: Anthony Fernandes)‏ هو كاهن كاثوليكي هندي، ولد في 6 يوليو 1936 في مانغلور في الهند.